# ایستگاه روپرت
ایستگاه روپرت (انگلیسی: Rupert station) یک ایستگاه مرتفع در خط میلنیوم سیستم ترانزیت سریع مترو ونکوور اسکای‌ترین (ونکوور) است. ایستگاه در خیابان روپرت در ونکوور، بریتیش کلمبیا، کانادا واقع شده‌است.
کسب‌وکارهای نزدیک شامل شعبه توزیع مشروب BC و ونکوور فیلم استدیوز است. پارک فالایز نیز درست در جنوب ایستگاه روپرت واقع شده‌است.